# Apogon truncatus
Apogon truncatus är en fiskart som beskrevs av Bleeker, 1854. Apogon truncatus ingår i släktet Apogon och familjen Apogonidae. Inga underarter finns listade i Catalogue of Life.